# 浅野里香
浅野 里香（あさの りか、1994年1月7日 - ）は、NHKのアナウンサー。

## 人物
愛媛県生まれ、東京都育ち。聖心女子大学文学部（現・現代教養学部）国際交流学科卒業後、2016年4月に入局。
同年6月、NHK松江放送局に着任。2018年8月、NHK札幌放送局へ異動。
2020年4月から東京アナウンス室に異動。林田理沙の後任として、『ブラタモリ』アシスタントに起用された。また首都圏ネットワークでフィールドキャスターとして出演していた。
2024年1月、前年に一般男性と結婚し、かつ妊娠中であることが明らかにされた。

## 嗜好・挿話
- 「エースをねらえ!」に憧れて10歳からテニスを続けている[2][10][7]。
- 趣味は、初任地で始めた茶道のお稽古。特技はパン作り[10]。
- モットーは「有終の美を飾る」[2]。
- 2022年4月まで担当した『ブラタモリ』ではタモリから「旅、好きだよね。旅先での笑顔すごいもんね」という言葉をかけられた[11]｡

## 担当番組

### 松江放送局時代（2016年度 - 2018年7月）
- 島根県のニュース・中継・リポート
- 日本の祭り（2017年11月27日） - ナビゲーター[12]

### 札幌放送局時代（2018年8月 - 2019年度）
- 北海道のニュース・中継・リポート
- 一本の道 「ギリシャ　山の向こうへ　最果ての石畳を行く」（BSプレミアム・旅人・2019年1月9日）[13]
- さわやか自然百景（ナレーション）
  - 「冬 北海道 美瑛」（2019年3月24日）[14]
  - 「北海道 ワッカ原生花園」（2019年7月28日）[15][16]
  - 「秋 北海道 襟裳岬」（2019年10月27日）[17]
- 北海道クローズアップ（キャスター：2019年4月5日 - 2020年3月）[18]
- パラ陸上世界選手権2019（スタジオアナウンサー、2019年11月7日 - 11月15日）[19]

### 東京アナウンス室時代（2020年度 - ）
- 首都圏ネットワーク（リポーター・原大策と隔週交代[20]：2020年4月6日 - 2023年3月31日）
  - 林田理沙の代理キャスター（2020年4月20日 - 4月24日、5月7日・8日、18日 - 22日[21]、9月7日 - 11日、2022年3月15日）
  - 上原光紀の代理キャスター（2022年5月2日、8月22日 - 26日、8月29日 - 9月1日）
- ブラタモリ（アシスタント・2020年4月11日 - 2022年4月2日）[4][7][22]
- オシばん（林田理沙の代理キャスター：2020年4月20日 - 4月24日、5月7日・8日、18日 - 20日・22日、9月7日 - 11日）
- 今日は一日“バンドリ!”三昧（進行・2020年4月29日）
- さわやか自然百景（ナレーション）
  - 「新潟 福島潟」（2020年8月16日）
  - 「利根川下流」（2021年3月7日）
  - 「山口 青海島 春から秋」（2024年1月14日）
  - 「神奈川 城ヶ島の海」（2025年4月20日）
- タモリ×鶴瓶 新春SP2021～ブラつけないタモリと乾杯できない鶴瓶（2021年1月3日、2月14日）[23]
- アクティブ10 マスと!「図形の合同」（ナレーション・Eテレ：2021年1月8日）
- NHKスペシャル
  - 「“感染爆発” 危機をどう乗り越えるか」（リポーター・2021年1月16日）
  - 「新・ハザードマップ 水害リスクを総点検」（司会・2022年6月5日）
- NHK紅白歌合戦（2021年12月31日・第72回、2022年12月31日・第73回ラジオ中継進行）
- ファミリーヒストリー（司会：2022年4月18日 - 2023年3月22日）[24]
- はやウタ（司会：2022年4月11日 - 2024年2月19日）[24]
- にっぽん百低山（ナレーション[27]・池田伸子・川口由梨香と交代で担当[28]：2022年8月17日 - ）
- 世界！オモシロ学者のスゴ動画祭４ - 7（司会）[29]
  - 世界!オモシロ学者のスゴ動画祭4（2022年10月2日）
  - 世界!オモシロ学者のスゴ動画祭5（2023年3月16日）
  - 世界1オモシロ学者のスゴ動画祭6（2023年8月22日）
  - 世界!オモシロ学者のスゴ動画祭7（2024年1月16日）
- あさイチ（リポーター：2023年4月20日 - 2024年1月11日）
- 土スタ（司会：2025年4月5日 - ）
- きょうの料理（アシスタント：2025年4月28日 - ）

## 同期のNHKアナウンサー
- 江原啓一郎
- 押尾駿吾
- 小野文明
- 川﨑理加
- 佐々木芳史
- 澤田拓海
- 佐藤あゆみ（退職→フリーアナウンサー）
- 高栁秀平（退職→博報堂DYメディアパートナーズグループ）
- 竹野大輝
- 中村慎吾
- 中川安奈（退職→ホリプロ）
- 法性亮太
- ホルコムジャック和馬